# Grue (Norvegia)
Grue è un comune norvegese della contea di Innlandet.